# Scuola Chang
Con Scuola Chang o Kungfu Chang si intende il complesso di insegnamenti del maestro Chang Dsu Yao in Italia. Coloro che si riconoscono in questi insegnamenti hanno in comune o un programma di studio o una serie di esercizi tramandati dal maestro Chang. Questa Scuola si riconosce anche per l'utilizzo comune di una simbologia e di un abbigliamento caratteristico.

## Segni Distintivi

### Il Simbolo
Il simbolo della Scuola Chang è un Mei Hua , il Fiore di Prugno  (梅花T, 梅花S,  méihuā P,  Mei Hua W), fiore che viene rappresentato nell'iconografia classica Cinese con cinque petali, che contorna un Taijitu , cioè un'Immagine del Principio Supremo (太極圖T, 太极图S,  tàijítú P,  T’ai Chi T’u W). Questo simbolo, oltre a comprendere i Cinque Elementi (rappresentati dai Cinque Petali di colore giallo) e Yin Yang (rappresentati dai disegni di colore Bianco Nero), corrisponderebbe secondo le fonti della Scuola allo Shaolinquan ed al Taijiquan.
Come approfondimento segnaliamo che il Fiore di Pruno è stato designato dalla Repubblica Cinese di Taiwan (R.O.C.) come fiore Nazionale il 21 giugno del 1964.

### La Divisa
Nella Scuola Chang viene utilizzato un particolare abito di colore Bianco che viene indicato come vestito tradizionale del kung-fu e collegato al nome cinese Kung-fu Chuang, cioè l' Abbigliamento per il Duro Lavoro (功夫裝T, 功夫装S,  gōngfūzhuāng P,  Kung-fu Chuang W). Questa è una vera e propria divisa che contraddistingue i suoi praticanti e si compone di una giacca in foggia cinese con alamari, che riporta cucito sul petto un distintivo con il simbolo della Scuola stessa. I pantaloni sono assimilabili a quelli della divisa del Karate o del Judo. In più deve essere indossata la cintura bianca o nera, secondo il grado di esperienza raggiunto. Si devono inoltre utilizzare calzature nere in stoffa o pelle e calze scure al ginocchio.

### I Saluti
Nella Scuola Chang vengono utilizzati due tipi di saluto:
- il Saluto in Piedi, cioè il Rito di Mettere il Pugno nel Palmo dell'altra Mano (抱拳禮T, 抱拳礼S,  bàoquánlǐ P,  Pao Ch’uan Li W). Il saluto in piedi viene utilizzato pressoché in tutte le scuole di Wushu e solitamente prevede dei gesti caratteristici per ogni singola Scuola o Stile, nel caso della Scuola Chang il pugno sinistro viene racchiuso dal palmo destro;
- il Saluto in Ginocchio, cioè il Rito di Venerare in Ginocchio (跪拜禮T, 跪拜礼S,  guìbàilǐ P,  Kuei Pai Li W). Il saluto in ginocchio è una caratteristica di tutti i riti religiosi. Nella Scuola Chang viene ripetuto all'inizio di ogni lezione nei confronti dei quadri con il Simbolo della scuola stessa e con i nomi dei fondatori degli stili principali in essa insegnati.

### La Posizione di Guardia
Un altro elemento caratterizzante di questa scuola è l'utilizzo di una “Posizione di Guardia” che si identifica nella Figura k'ua hu shi , resa in Figura del cavalcare la tigre  (跨虎式T, 跨虎式S,  kuàhǔshì P,  K’ua Hu Shi W). Essa viene utilizzata all'inizio di Po Chi, delle tecniche di Gambe e di Caduta. Come passo fondamentale viene indicato San Chi Pu, nome che, a causa di ciò che indica,  appare in contrasto con la nomenclatura ufficiale cinese.

## Programmi di Insegnamento
Grossomodo vi è una distinzione tra stili esterni o Waijia 外家 o Shaolin e stili interni o Neijia 内家 o Wudang. 
Il Kung Fu elenca i seguenti Stili Esterni, praticati allora nella C.T.M.A.E (Arti Marziali Tradizionali Cinesi in Europa, associazione che rappresenta la Scuola Chang in Europa) e nella FeIK:
1. Shaolin Classico della Cina del Nord, traduzione di Pugilato Shaolin della Scuola del Nord (北派少林拳T, 北派少林拳S,  běipàishǎolínquán P,  Pei P’ai Shaolin Ch’uan W);
2. Shaolin Lien Pu Ch'uan, il Pugilato per allenare le posizioni di Shaolin  (少林練步拳T, 少林练步拳S,  shǎolínliànbùquán P,  Shaolin Lien Pu Ch’uan W);
3. Hung Ch'uan (definito Boxe del Maestro Hung), il Pugilato della Grande Ondata  (洪拳T, 洪拳S,  hóngquán P,  Hung Ch’uan W);
4. Pa Chi Ch'uan (definito Boxe delle otto direzioni), il Pugilato degli Otto Estremi  (八極拳T, 八极拳S,  Bājíquán P,  Pa Chi Ch’uan W);
5. Mei Hua Ch'uan, il Pugilato del Fiore di Pruno  (梅花拳T, 梅花拳S,  méihuāquán P,  Mei Hua Ch’uan W);
6. Yueh Chia Ch'uan, il Pugilato della famiglia Yue  (岳家拳T, 岳家拳S,  yuèjiāquán P,  Yueh Chia Ch’uan W);
7. Tang Lang Ch'uan, il Pugilato della Mantide Religiosa  (螳螂拳T, 螳螂拳S,  tánglángquán P,  Tang Lang Ch’uan W) ;
8. Ts'ui Pa Hsien Ch'uan, il Pugilato degli Otto Immortali Ubriachi  (醉八仙拳T, 醉八仙拳S,  zuìbāxiānquán P,  Ts’ui Pa Hsien Ch’uan W);

Negli Stili Interni vengono citati:
1. T'ai Chi Ch'uan stile Yang (definito Boxe del Polo Supremo), il Pugilato del Sommo Principio  (太極拳T, 太极拳S,  tàijíquán P,  T’ai Chi Ch’uan W);
2. Hsing I Ch'uan, il Pugilato della Forma e della Mente  (形意拳T, 形意拳S,  xíngyìquán P,  Hsing I Ch’uan W);
3. Pa Kua Chang, il Palmo degli Otto Trigrammi  (八卦掌T, 八卦掌S,  bāguàzhǎng P,  Pa Kua Chang W);
4. Liang I Ch'uan (definito Boxe delle due direzioni), il Pugilato dei Due Principi (Yin Yang)  (兩儀拳T, 两仪拳S,  liǎngyíquán P,  Liang I Ch’uan W);
5. Szu Hsiang Ch'uan (definito Boxe dei quattro punti cardinali), il Pugilato delle Quattro Espressioni  (old?T, 四象拳S, sixiangquan?P, Ssu Hsiang Ch'uan?W, lett. "trad?").

La scuola ha due livelli di apprendimento: Ji 级 e Jie 階, entrambi i termini significano grado, livello o rango; il Ji rappresenta la porzione di programma che precede la Cintura Nera, mentre Jie si riferisce alla porzione dalla Cintura Nera in poi. In un articolo dello stesso Chang Dsu Yao in lingua cinese è menzionato solo Ji.
La Scuola Chang è caratterizzata da un programma di insegnamento ben delineato e comune a quasi tutte le associazioni che si fregiano di questo nome, differendo solo in alcuni punti.
La ricostruzione presentata in questa pagina tiene conto anche di queste piccole differenze, cercando ove possibile di fornirne una spiegazione storica. I nomi degli esercizi, sono riportati con delle integrazioni rispetto ai libri del M°Chang, basate su più recenti ricerche e approfondimenti, per facilitarne l'identificazione e migliorarne la chiarezza.

### Lu e Tao
Una particolarità linguistica e tecnica della Scuola Chang è la suddivisione tra Lu, cioè  Via, Strada, Viale, Percorso, Linea, Direzione, Orientamento (路T, 路S,  lù P,  Lu W), e T'ao, cioè  Fodero, Astuccio, Serie (套T, 套S,  tào P,  T’ao W), che stanno ad indicare rispettivamente le sequenze eseguite individualmente e quelle eseguite in coppia o perlomeno in collaborazione. Infatti nella Scuola Chang anche gli esercizi in Coppia vengono prima studiati eseguendo le due parti che li compongono come una forma senza compagno. Questa distinzione è difficilmente riscontrabile negli ambienti di Wushu in Cina e a Taiwan, dove Lu e Tao sono due parti di una parola, Taolu, che si riferisce alle sequenze ed in qualche caso Lu viene utilizzato come abbreviazione di questo termine composto. Dal punto di vista tecnico esistono alcuni stili che possiedono una distinzione tra l'esercizio praticato prima individualmente e poi in coppia, ma non viene utilizzata la distinzione linguistica che rimane peculiare della Scuola Chang.

### Jibengong
La Scuola Chang dà molto risalto ai Jibengong (esercizi o lavori fondamentali) che definisce Jibenfa (基本法, Chi pen fa in Wade-Giles). Questo è un elenco di Jibenfa:
- Posizioni Fondamentali, Jiben bufa (基本步法, Chi pen Pu Fa in Wade-Giles);
- Pugni Fondamentali, Jiben quanfa (基本拳法, Chi pen ch'uan fa);
- Colpi a mano aperta Fonfamentali, Jiben zhangfa (基本掌法);
- Colpi di gomito Fondamentali, Jiben zhoufa (基本肘法);
- Parate Fondamentali, Jiben fangfa (基本防法);
- Calci Fondamentali, Jiben Tuifa (基本腿法);
- Cadute Fondamentali, Digongquan (地功拳).

### Chi Kung e Ginnastiche
- Baduanjin 八段锦, esercizio classico il cui insegnamento è attribuito a Yue Fei 岳飞. Nella Scuola Chang con questo nome vengono indicati tre serie di esercizi. La prima serie è la più antica, gli esercizi presenti in questa forma sono comuni anche ad altre scuole di Tai chi e Chi Kung. La seconda e la terza serie di esercizi sono di creazione più recente e includono anche esercizi di Stretching creati in un'epoca moderna.

### Stili esterni

#### Pei P'ai Shaolin Ch'uan
Nella Scuola Chang troviamo una porzione del programma degli Stili Esterni che è chiamata Pei P'ai Shaolin Ch'uan Pugilato Shaolin della Scuola del Nord (北派少林拳T, 北派少林拳S,  běipàishǎolínquán P,  Pei P’ai Shaolin Ch’uan W) e resa molto liberamente in Italiano con Shaolin Classico della Cina del Nord. Dai libri prodotti in seno a questa scuola si evince chiaramente che con questa denominazione si indica lo stile originario del Tempio Shaolin del Songshan in Henan e non uno dei tanti stili classificati in maniera generica come appartenenti alla scuola Shaolin. Oggi questo punto è oggetto di discussione e di ricerca.
Sempre dai libri e da alcuni siti possiamo dedurre che il Pei P'ai Shaolin Ch'uan è lo stile fondamentale alla base della Scuola Chang; che esso si differenzia dal Lien P'u Ch'uan, dal Pa Chi Ch'uan, dall'Hung Ch'uan, dal Mei Hua Ch'uan e dallo Yueh Chia Ch'uan; che esso contiene Cinque Forme fondamentali (dette nel gergo della scuola Cinque Shaolin), Cinque Forme a base di cadute, Venti Forme a base di calci, 108 tecniche di presa suddivise in Undici Esercizi, numerosi Combattimenti Preordinati, Combattimento Libero, Diciotto Armi fondamentali e numerose secondarie.
Nel 1986 si svolsero a Taiwan i Campionati Mondiali di Guoshu a cui partecipò una rappresentanza della Scuola Chang che entrò in contatto con la scuola di Meihuaquan dell'isola e da quel momento si iniziò a sapere che quello che veniva chiamato in Italia Pei P'ai Shaolinquan corrispondeva quasi esattamente alla Scuola del Fiore di Pruno come veniva praticata a Taiwan.
Oggi da ricerche effettuate a Peixian, contea di origine di Chang Dsu Yao, a Heze, contea di origine di Liu Baojun, e da contatti con appartenenti della Scuola di Meihua di Taiwan si è scoperto che i Cinque Shaolin sono ed erano chiamati Meihua Yi Lu Jia a Taiwan, e ancor prima Meihuaquan Laojia in Cina.

#### Forme a Mano Nuda

##### Lien Pu Ch'uan
Per superare i primi due gradi di Cintura Bianca (da ottavo a sesto Ji)  vengono studiate due parti di una Sequenza , definite rispettivamente Primo e Secondo Lu, chiamata Lien Pu Ch'uan.
L'origine di questo esercizio, all'interno della Scuola Stessa era attribuito allo Zhongyang Guoshu Guan di Nanchino, si riteneva ed ancor oggi qualcuno ritiene che esso sia la sequenza o una delle sequenze create a Nanchino da commissioni di esperti per semplificare l'insegnamento dello Shaolinquan.
Dal punto di vista tecnico si può notare come questo esercizio contenga una parte quasi identica al Secondo Shaolin (Shaolin Ch'uan Ti Ehr Lu) ed un'altra che contiene molti elementi dello Hsiao Hung Ch'uan; oggi altre fonti tendono a distinguere nettamente questo Lianbuquan, da quello codificato a Nanchino e a ritenerlo solo un esercizio di base.

##### Shaolin Ch'uan
Shaolin Ch'uan è il nome dato all'interno di questa scuola al proprio esercizio fondamentale, tanto che ricopre il programma di insegnamento dal Quinto al Primo Grado di Cintura Bianca. Suddiviso in Cinque Parti è detto in gergo per questo motivo Cinque Shaolin. Come è stato detto in precedenza questo esercizio secondo altre fonti proverrebbe dalla Scuola Meihuaquan ed in particolare dalla "Meihuaquan Laojia" 梅花拳老架.

##### Ti T'ang Ch'uan
La forma Ti Kung Ch'uan , "Digongquan" Pugilato del Lavoro al Suolo (地功拳T, 地功拳S,  dìgōngquán P,  Ti Kung Ch’uan W) o  Ti T'ang Ch'uan , "Ditangquan" Pugilato della Schiena al Suolo  (地膛拳T, 地膛拳S,  dìtángquánP,  Ti T’ang Ch’uan  W) è un esercizio in cui prevalgono le tecniche acrobatiche di rotolamento al suolo. Viene insegnato alle Cinture Nere partendo inizialmente una sequenza che racchiude le 10 cadute di base, dopo di che è previsto l'insegnamento di 5 lu composti in prevalenza dai 10 Ditangquan di base, che nella scuola Chang vengono chiamati 6, 7, 8, 9 e 10 "Shaolin", infatti si considerano un proseguimento della forma Shaolin Ch'uan. 

##### T'ui Fa
A partire dalla Cintura Nera si iniziano a Studiare delle Sequenze di Tecniche di Gambe dette T'ui Fa , cioè il Metodo delle Gambe  (腿法T, 腿法S,  tuǐfǎP,  T’ui Fa W). Dalle fonti della scuola risultano sei parti (sempre dette Lu) all'interno dei programmi di insegnamento, ma esse dovrebbero essere un totale di venti.

##### Mei hua Ch'uan
Con il nome Mei hua Ch'uan , cioè Pugilato del Fiore di Pruno  (梅花拳T, 梅花拳S,  méihuāquán P,  Mei Hua Ch’uan W), in questa Scuola è designato un esercizio diviso in cinque parti, il cui studio è preceduto da quello di 8 fondamentali detti Mei Hua Ch'uan Chi Pen Fa , Metodi Fondamentali del Pugilato del Fiore di Pruno  (梅花拳基本法T, 梅花拳基本法S,  méihuāquánjīběnfǎ P,  Mei Hua Ch’uan Chi Pen Fa W). Dai programmi consultabili risultano solo due parti di questo esercizio (Mei Hua Ti I Lu e Ti Ehr Lu).

##### Sho Hung Ch'uan e Ta Hung Ch'uan
Sho Hung Ch'uan, tradotto con Piccolo Pugilato del Maestro Hong,  Piccolo Pugilato della Mareggiata   (小洪拳T, 小洪拳S,  xiǎohóngquánP,  Hsiao Hung Ch’uan W) e Ta Hung Ch'uan  Grande Pugilato della Mareggiata  (大洪拳T, 大洪拳S,  dàhóngquán P,  Ta Hong Ch’uan W), sono due sequenze insegnate in seno alla Scuola Chang che appartengono ad un non meglio precisato Hung Ch'uan (Hongquan)della Cina del Nord.

##### Tang Lang Ch'uan
Tang Lang Ch'uan è una sequenza proveniente da questo stile ed insegnata all'interno della Scuola Chang.Questa è una forma dello Stile Qixing Tanglangquan (Pugilato della Mantide Religiosa delle Sette Stelle  (七星螳螂拳T, 七星螳螂拳S,  qīxīng tánglángquán P,  Chi Hsing Tang Lang Ch’uan W)), esattamente la forma "Peng Pu Ch'uan" , Pugilato dei Passi che si Schiantano  (崩步拳T, 崩步拳S,  bēngbùquán P,  Peng Pu Ch’uan W).

##### Pa Chi Ch'uan
Nella Scuola Chang si tramanda una forma dello Stile Pa Chi Ch'uan (Bājíquán 八极拳): una forma definita Pei P'ai Pa Chi Ch'uan Fa (北派八极拳法) è riportata nel libro Kung Fu Shaolin. Da un confronto effettuato con alcuni testi Cinesi si evince che questa forma corrisponde a quella chiamata Da Bajiquan o Baji Dajia, ma che ha notevoli punti in comune anche con la forma Duanda Shangjia e come testimoniano autorevolmente Zu Yaowu e Pernatsch Stefano sarebbe proprio questa la forma insegnata da Chang.

##### Yueh Chia Ch'uan
Yueh Chia Ch'uan, il Pugilato della famiglia Yue  (岳家拳T, 岳家拳S,  yuèjiāquán P,  Yueh Chia Ch’uan W), rappresenta un'altra porzione del programma di Chang Dsu Yao la cui entità è difficile da valutare. In primo luogo risulta strana l'attribuzione geografica dello stile, che ne Il Kung Fu   viene collocato tra gli Stili del Nord, mentre in realtà la maggior parte degli stili che vanno sotto questo nome sono praticati nel Sud.

Non si sa esattamente quante forme, nella scuola Chang, vadano sotto questo nome, quale ne sia l'origine. Viene scritto genericamente che ha poche tecniche di gamba, posizioni corte e viene enfatizzato l'utilizzo dei Qinna.
Da notare che la FKTL , la US ACLI e la FESK non lo inseriscono nei propri programmi.

##### Tsui Pa Hsian Ch'uan
Ts'ui Pa Hsien Ch'üan 醉八仙拳 è un esercizio che si compone di Otto Tecniche fondamentali ognuna legata ad uno degli  Otto Immortali  (八仙T, 八仙S,  Bāxiān P,  Pa Hsien W),  taoisti.

##### Kung Li Ch'üan
Una sequenza di cui non si parla nei libri di Chang e Fassi, è il Kung Li Ch'üan (Gongliquan), cioè il Pugilato del Conseguimento della Forza (功力拳T, 功力拳S,  gōnglìquán P,  Kung Li Ch’uan W). Questo esercizio che compare in alcuni programmi è un'eredità degli esercizi dello Zhongyang Guoshu Guan 中央国术馆 di Nanchino. Per la FKTL è un esercizio del Primo Chieh, per la FESK è del Sesto Chieh.

#### Combattimenti Preordinati
dello Stile Meihuaquan:
Nell'Enciclopedia del Kung Fu Shaolin si afferma che vi sono 45 combattimenti prestabiliti a mano nuda che prevedono due contendenti, ed altri contro più avversari. Questi combattimenti sono detti Po Chi, cioè  Combattere, Confrontarsi con (搏擊T, 搏击S,  bójī P,  Po ChiW). Si noti come in Cina tale termine è assegnato al Pugilato Occidentale e come in Cina e a Taiwan tali esercizi sono detti Duida 对打. Nei programmi ad oggi pubblicati in Italia sono solo 13 esercizi in coppia.

### Stili interni

#### T'ai Chi Ch'uan
Nella Scuola Chang lo stile interno principale a cui fanno contorno gli altri esercizi di provenienza diversa è il T'ai Chi Ch'uan (Taijiquan; in particolare si sa con esattezza del pugilato del Principio Supremo tramandato dalla Famiglia Yang (Yangshi Taijiquan). In alcune fonti viene definito Yang Pei, reso anche come Yang Bei, senza però rendere chiaro il significato di Pei/Bei. Probabilmente si tratta di un errore di traslitterazione del termine P'ai (scuola).
La Scuola Chang, come avviene per lo Stile Yang da cui proviene, considera Zhang Sanfeng il fondatore del Taijiquan.

#### Forme a Mano Nuda

##### T'ai Chi Ch'uan Chi Pen Kung Chia
Con T'ai Chi Ch'uan Chi Pen Kung Chia , tradotto con Posture Fondamentali di T'ai Chi Ch'uan, può essere invece reso in Struttura di Lavoro di Base del Pugilato del Principio Supremo (太極拳基本功架T, 太极拳基本功架S,  tàijíquánjīběngōngjià P,  T'ai Chi Ch'uan Chi Pen Kung Chia W) nella Scuola Chang si intende una forma che si divide in quattro parti (definite naturalmente Lu) e composta da 108 posture dette Kung Chia. Questa sequenza è identificabile con quella che è generalmente definita Yangshi Taijiquan 108 shi 杨式太极拳108式.
Questa sequenza è anche chiamata Ta Chia, Grande Struttura (大架T, 大架S,  dàjià P,  Ta Chia W)
Anche in questo caso ci troviamo di fronte a particolarità che caratterizzano il Kungfu Chang, per esempio la divisione in quattro parti (che solitamente nei testi cinesi vengono definite Duan ,Pezzo o Segmento (段T, 段S,  duàn P,  Tuan W)), non è riscontrabile in altri testi dello Stile Yang, che solitamente scompone la forma in tre segmenti; anche la traduzione di Kung Chia in Posture non corrisponde a quanto notiamo nei testi cinesi in cui viene preferito il termine Shi (,Tipo, Stile, Modello (式T, 式S,  shì P,  Shi W)), ).

##### Hsing Í Ch'üan Wu Hsing Ch'üan
Hsing Í Ch'üan Wu Hsing Ch'üan, cioè  Pugilato dei Cinque Agenti del Pugilato della Forma e della Mente  (形意拳五行拳T, 形意拳五行拳S,  xíngyìquán wǔxíngquánP,  Hsing I Ch’uan Wu Hsing ch'uanW) , abbreviato in Wu Hsing Ch'üan (Wuxingquan), cioè  Pugilato dei Cinque Agenti   (五行拳T, 五行拳S,  wǔxíngquánP,  Wu Hsing ch'uanW) . È una forma dello stile Xingyiquan che si basa su cinque tecniche fondamentali che vengono collegate ai Cinque Agenti della filosofia cinese. Nel programma della FKTL questo esercizio è inserito nell'esame del terzo Chieh degli Stili Interni. Nel sito legato al maestro Cuturello ed al maestro Fassi appare una forma detta semplicemente Hsing-i Ch'üan nel Quinto Chieh. La Federazione Europea Scuola kungfu pone questa forma al primo Chieh, con il nome HSING I WU SHIN CH'UAN.

##### Hsing Í Ch'üan Shi Ehr Shi
Un altro esercizio dello stile Xingyiquan, praticato in seno alla Scuola Chang è il Hsing Í Ch'üan Shi Ehr Shi, cioè le  dodici figure del Pugilato della Forma e della Mente  (形意拳十二式T, 形意拳十二式S,  xíngyìquán shíèrshìP,  Hsing I Ch’uan Shi Ehr ShiW), dodici posture legate ad altrettanti animali.Nel programma della FKTL questo esercizio è inserito nell'esame del quarto Chieh degli Stili Interni. La Federazione Europea Scuola kungfu pone questa forma al primo Chieh, con il nome HSING I SHI ERH SHIN.
Ne Il Kung Fu  sono elencati dodici animali, che più o meno fedelmente si possono riconoscere in questo elenco:
- il Drago  (龍T, 龙S,  lóng P,  Long W);
- la Tigre  (虎T, 虎S,  hǔ P,  Hu W);
- la Scimmia  (猴T, 猴S,  hóu P,  Hou W);
- il Cavallo  (馬T, 马S,  mǎ P,  Ma W);
- l'Aquila  (鷹T, 鹰S,  yīng P,  Ying W);
- l'Orso  (熊T, 熊S,  xióng P,  Hsiong W);
- il Gallo  (雞T, 鸡S,  jī P,  Chi W);
- la Rondine  (燕T, 燕S,  yàn P,  Yan W);
- l'Alligatore Cinese  (鼉T, 鼍S,  tuó P,  T’uo W);
- il Falco  (鷂T, 鹞S,  yào P,  Yao W);
- il Serpente  (蛇T, 蛇S,  shé P,  She W);
- l'Uccello T'ai (駘T, 骀S,  tái P,  T’ai W).

Il nome per questa sequenza che più comunemente si trova nelle scuole di Xingyiquan è Pugilato dei Dodici Modelli (十二形拳T, 十二形拳S,  shí'èrxíngquán P,  shi ehr hsing ch'uan W).

##### Lung Hsing Pa Kua Chang
Lung Hsing Pa Kua Chang , tradotto con forma del drago del palmo degli otto trigrammi, può invece essere reso con  Palmo degli Otto Trigrammi a Forma di Drago  (龍形八卦掌T, 龙形八卦掌S,  lóngxíngbāguàzhǎng P,  Lung Hsing Pa Kua Chang W), è la forma che rappresenta lo stile Baguazhang nella Scuola Chang.
La Us ACLI e la FESK inseriscono questa forma al Sesto Chieh, mentre la FKTL lo pone al Quinto Chieh.
Questo è l'elenco delle Otto Tecniche Fondamentali fornito dalla FKTL:
- Tan Huan Chang Singolo cambio di palmo  (單換掌T, 单换掌S,  dānhuànzhǎng P,  Tan Huan Chang W);
- Shuang Huan Chang Doppio cambio di palmo  (雙換掌T, 双换掌S,  shuāng huànzhǎng P,  Shuang Huan Chang W);
- Shun Shi Chang Palmo in posizione che avanza (順勢掌T, 顺势掌S,  shùnshìzhǎng P,  Shun Shi Chang W);
- Pei Shen Chang  Palmo dietro la schiena  (背身掌T, 背身掌S,  bèishēn zhǎng P,  Pei Shen Chang W);
- Fan Shen Chang  Palmo ruotando in senso contrario  (翻身掌T, 翻身掌S,  fānshēn zhǎng P,  Fan Shen Chang W);
- Mo Shen Chang  Palmo del muovere lentamente il corpo  (磨身掌T, 磨身掌S,  móshēn zhǎng P,  Mo Shen Chang W);
- San Chuang Chang  Palmo che Penetra Tre Volte  (三穿掌T, 三穿掌S,  sānchuān zhǎng P,  San Chuan Chang W);
- Hui Shen Chang  Palmo del corpo sinuoso  (三穿掌T, 回身掌S,  huíshēn zhǎng P,  Hui Shen Chang W);

L'elenco riportato corrisponde quasi completamente, se si esclude San Chuan Chang, all'elenco dei Badazhang  Otto Grandi Palmi  (八大掌T, 八大掌S,  bādàzhǎngP,  Pa Ta Chang W) della Scuola Cheng di Baguazhang come trasmessa da Cheng Youlong (程有龙) ed è invece identico a quello che si ritrova in Bagua Zhenchuan 八卦拳真传 (Vera trasmissione del Pugilato degli Otto Trigrammi) di Sun Xicun 孙锡堃, dove le Otto tecniche fondamentali sono dette  Otto Palmi Madre  (八母掌T, 八母掌S,  bāmǔzhǎngP,  Pa Mu Chang W) o  Vecchi Otto Palmi  (老八掌T, 老八掌S,  lǎobāzhǎngP,  Lao Pa Chang W) . Ciò farebbe supporre che si tratti di un esercizio che derivi dagli insegnamenti di Cheng Tinghua. Un'altra possibilità è che, come altre parti del programma interno, provenga dalla Scuola di Fu Zhengsong.

##### Liang I Ch'uan
la forma Liang I Ch'uan (Liangyiquan) , cioè il Pugilato dei due principi (兩儀拳T, 两仪拳S,  liǎngyíquán P,  Liang I Ch'uan W), probabilmente proviene dalla Scuola di Fu Zhengsong. Sebbene possegga il nome di uno stile dell'Henan, la forma di Fu Zhengsong caratteristica del suo stile e sarebbe una sua creazione come il Sixiangquan. Secondo alcune fonti Italiane questa forma sarebbe il risultato dell'unione tra Taijiquan e Xingyiquan. Invece il maestro Kwok riferisce che nel Liangyiquan di Fu Zhengsong ci sono influenze di Taijiquan e Baguazhang.

##### Szu Hsiang Ch'uan
la forma Szu Hsiang Ch'uan (Sixiangquan) Pugilato delle Quattro Espressioni  (old?T, 四象拳S, sixiangquan?P, ssu hsiang ch'uan?W, lett. "trad?") appartiene chiaramente alla Scuola di Fu Zhengsong.

#### Esercizi in Coppia ed Applicazioni
Gli esercizi che seguono appartengono tutti allo stile Yangshi Taijiquan 杨式太极拳:.

##### T'ui Shou
I T'ui Shou  (Tuishou), cioè le Mani che spingono (推手T, 推手S,  T'ui Shou W), sono esercizi da eseguire in coppia in cui ci si allena ad assorbire e reindirizzare la forza di una spinta. Tali esercizi sono caratteristici del Taijiquan, quale sia il ramo che prendiamo in considerazione, e sono un primo approccio al combattimento.

##### Shan Shou
I Shan Shou, tradotti in Schivare le Mani, cioè Mani che schivano, evitano, scansano  (閃手T, 闪手S,  shǎnshǒu P,  Shan Shou W), sono esercizi che si compongono di otto tecniche fondamentali.

##### Ch'in Na
i Qinna 擒拿;

##### Ta Lu
i Dalu 大捋;

##### San Shou
il Sanshou 散手.

### Armi
Nella Scuola Chang è previsto, dopo il conseguimento della Cintura Nera, lo studio di svariate armi ed i relativi esercizi in coppia (Duilian). Anche le armi sono a loro volta suddivise tra stili interni e stili esterni.
- Per gli stili esterni, ecco un elenco dedotto dall'"Enciclopedia del Kungfu Shaolin":

bang 棒;
gun 棍;
dandao 单刀;
guai 枴;
shuangjiegun 双节棍;
guandao 关刀 (alabarda);
qiang 枪.

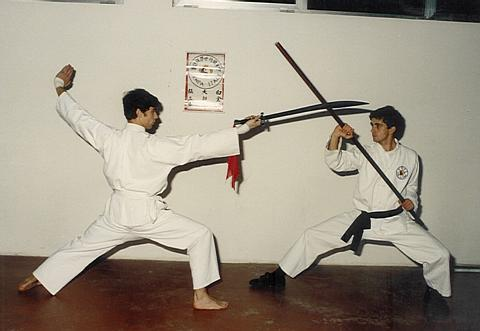
Dandao dui gun (Sciabola insieme a bastone)

Duilian Bingxie (armi allenate in coppia):
Bang dui bang 棒对棒;
Gun dui gun 棍对棍;
Dandao dui bang 单刀对棒;
Dandao dui gun 单刀对棍;
Bang dui gun 棒对棍;
Guai dui gun 枴对棍;
Shuangjiegun dui bang 双节棍对棒;
Gun dui shuangjiegun 棍对双节棍;
Guai dui dandao 枴对单刀.
Esistono anche sequenze di armi contro Mani nude (Kongshou).
- Per gli stili interni le armi provengono dallo Yangshi Taijiquan.[70]:

Taijidao 太极刀;
Taijigun 太极棍;
Taijiqiang 太极枪;
Taiji tiěchǐ 太极铁尺;
Taijijian 太极剑.
Duilian Bingxie (armi allenate in coppia):
Taijidao dui taijidao 太极刀对太极刀;
Taijigun dui taijigun 太极棍对太极棍;
Taijidao dui taijigun 太极刀对太极棍;
Taijidao dui taijiqiang 太极刀对太极枪;
Taijigun dui taijiqiang 太极棍对太极枪;
Taijiqiang dui taijiqiang 太极枪对太极枪;
Taijijian dui taijijian 太极剑对太极剑;
Taiji tiěchǐ dui taijigun  太极铁尺对太极棍;
Taiji tiěchǐ dui taijiqiang 太极铁尺对太极枪.
- Secondo alcune testimonianze dirette questo elenco dovrebbe essere completato con altri esercizi che il Maestro Chang avrebbe insegnato tra Bologna e Milano:

Gangbian o jiujiebian;
guandao dui qiang 关刀对枪;
qiang dui qiang 枪对枪;
tushou (mani nude) dui qiang 徒手对枪;
tushou dui dandao 徒手对刀;
sanjiegun dui qiang 三节棍对枪;
guai dui guai 枴对枴;
ecc.

### Gradi e Cinture
Ai programmi ed agli esami corrispondono dei riconoscimenti dei livelli attraverso un sistema di gradi e di cinture di colore Bianco, Nero, Oro, Rosso. Nelle associazioni createsi con la diaspora seguita alla morte di Chang Dsu Yao, non vi è un'esatta corrispondenza dei gradi associati ad ogni colore. Per esempio nella Associazione in cui sono confluiti il Maestro Cuturello ed il Maestro Fassi alla Cintura Bianca corrispondono 8 Chi, alla Cintura Nera 5 Chieh, alla Cintura Oro i successivi 3 Chieh ed infine alla Cintura Rossa i due ultimi Chieh, invece nella FKTL alla Cintura Bianca corrispondono 7 Chi, alla Cintura Nera 5 Chieh, alla Cintura Oro ancora tre Chieh ed alla Cintura Rossa due Chieh.

## L'Eredità
Dopo la morte del Maestro nel 1992, i numerosi allievi di Chang Dsu Yao hanno dato vita ad una miriade di Associazioni. Molti rivendicano il primato dell'insegnamento e per lo meno ignorano gli altri. Chi è che può definirsi erede di questa scuola? Non vi è una risposta chiara ed univoca a questa domanda, e ad oggi non è possibile avallare un partito piuttosto che un altro senza cadere in un giudizio personale. 
Il nome di questa Scuola è molto diffuso in Italia e renderebbe possibile lo scambio ed il confronto tra i membri delle diverse Associazioni, nonostante le divisioni che si sono create.

### L'Insegnamento dei Figli di Chang Dsu Yao
I figli di Chang Dsu Yao, Chang Wei Hsin e Chang Yu Hsin hanno continuato a tramandare gli insegnamenti del Padre e dei loro numerosi insegnanti. Chang Wei Shin dal 1992 ha anche "eredidato" la guida della FeIK.
In un articolo sul Wushu di Peixian si afferma che i figli di Chang Dsu Yao sono Maestri di Liupai Meihuaquan 刘派梅花拳 e che nel 1966 seguirono il padre Zhang Zuyao a Milano, in Italia. In Europa aprirono una scuola di famiglia, che oggi conta 68 scuole che insegnano a più di 6000 persone.
Essi hanno integrato il programma di insegnamento con ulteriori forme, non insegnate da Chang Dsu Yao ad altre persone in Italia e perciò non chiaramente riconducibili al suo insegnamento, ma probabilmente a quello di altri titolati insegnanti di Taiwan, quali Liu Yunqiao e Chang Dongsheng.
Per esempio sono state introdotte nuove forme di base quali Maifuquan e l'originale Lianbuquan. Inoltre del Qixing Tanglangquan trasmettono il Lipiquan (力劈拳).
I figli di Chang hanno posto molta attenzione allo stile Bajiquan, approfondendone l'insegnamento, anche grazie a quanto da loro stessi appreso dal maestro Liu Yunqiao a Taiwan. In particolare Chang Wei Hsin ha trasmesso nella Scuola Chang i Liudakai e lo Xiao Bajiquan. Restano delle profonde differenze con lo stile come è insegnato all'interno della famiglia Wu ovvero il ramo originale, la sequenza dei Lui Da Kai è completamente stravolta. Dopo la morte del figlio maggiore Chang Wei Shin, avvenuta il 23/01/2025, un consiglio formato dai maestri più anziani della scuola, con il benestare della famiglia Chang, si è riunito per dare nuova vita alla Federazione Italiana Kung Fu con l'obiettivo di proseguire l'insegnamento e la divulgazione degli stili praticati.

### Altri Allievi ed Altre Associazioni
Il Maestro Chang ha conferito direttamente il grado di 5°Chieh, e dunque di Maestro, ai seguenti allievi avanzati: Fassi, Cuturello, Santini, Ghezzi, Bestetti e Ragno.
I Maestri Fassi, Cuturello, Santini e Ghezzi hanno conseguito direttamente dal M°Chang anche il 6° Chieh (cintura oro) e, alla morte improvvisa del M°Chang, hanno onorato le sue intenzioni, conferendo lo stesso grado anche ai Maestri Bestetti e Ragno, in quanto il loro esame era già previsto e pronto.
Il conseguimento del Sesto Chieh, almeno per quanto riguarda Santini, è confermato da un documento ufficiale, cioè la sua tessera controfirmata dal Maestro Chang Dsu Yao stesso. Anche Ghezzi nel suo libro "Io e il Maestro" riporta una fotografia che comprova che ha ricevuto da Chang Dsu Yao questo riconoscimento.
Queste le associazioni nate dopo la morte di Chang Dsu Yao:
- Scuola del Maestro Chang Dsu Yao all'interno della ACSI, è la scuola che ha come riferimenti Alfredo Santini e Ignazio Cuturello[79].
- F.E.S.K. "Fong Ttai" che ha come riferimento Gianluigi Bestetti[80].
- Federazione Italiana di Kung Fu Tradizionale Libertas “F.K.T.L. Italia” che ha come riferimento Giuseppe Ghezzi[81].